# ميخائيل أماري
مِيخَائِيل أَمَارِي (7 يوليو/ تموز 1806 - 16 يوليو/ تموز 1889) وطني ومؤرخ ومستشرق إيطالي. ولد في بلرم وكرس جزءا كبيرا من حياته لتاريخ جزيرة صقلية وشارك في تحررها. كان أماري أيضا مستشرقا فهو مشهور بإلقاء الضوء على الطابع الحقيقي على صلوات الغروب الصقلية وشغل منصب وزير المملكة الأول للتعليم العام وقد جمع نصوصا في التاريخ والبلدان والتراجم والمراجع في كتاب سماه «المكتبة العربية الصقلية».
أصبح أماري شخصية هامة خلال توحيد إيطاليا. كما كان صلة الوصل بين رئيس الوزراء كاميلو بينسو دي كافور وأعيان صقلية، مما ساعد على إقناعهم بدعم الوحدة الإيطالية. قام أماري بذلك متوقعاً أن يقوم كافور بمنح الحكم الذاتي الإقليمي لصقلية بعد التوحيد. 
تركز الأعمال التاريخية لأماري على تاريخ جزيرة صقلية في القرون الوسطى بما في ذلك الأعمال الواسعة لفترة حكم المسلمين. منحته جهوده الشهرة بكونه أحد أشهر المترجمين الأوروبيين في القرن 19 للكتابات العربية من القرون الوسطى. كتابه «ستوريا دي مسلماني دي سيسيليا» (تاريخ مسلمي صقلية) (1854) يعد من أعظم أعماله. ترجم إلى العديد من اللغات بما فيها اللغة العربية من قبل مجموعة من الباحثين المصريين عام 2004.
توفي في فلورنسا في عام 1889.